# 天音ねね
天音 ねね（あまね ねね、7月23日 - ）は、日本のアイドル、声優。千葉県出身。血液型はA型。愛称はねねね。。

## エピソード
- 中川翔子の大ファンである。